# Archibald Douglas, 1. Earl of Forfar
Archibald Douglas, 1. Earl of Forfar (* 3. Mai 1653; † 11. November 1712) war ein schottischer Peer.

Wappen des Archibald Douglas, 1. Earl of Forfar

Er war zweiter Sohn und jüngstes Kind von Archibald Douglas, 1. Earl of Ormond (um 1609–1655), und dessen zweiter Ehefrau Lady Jean Wemyss (1629–1715), Tochter von David Wemyss, 2. Earl of Wemyss. Er war jüngerer Halbbruder von James Douglas, 2. Marquess of Douglas, und jüngerer Bruder von Lady Margaret Douglas, Ehefrau von Alexander Seton, 1. Viscount of Kingston.
Seinem Vater waren 1651 von König Karl II. die Titel Earl of Ormond und Lord Bothwell and Hartside mit einer besonderen Nachfolgeregelung zugunsten seines Sohnes aus zweiter Ehe verliehen worden, sodass sie beim Tod des Vaters 1655 an ihn fielen. Hinsichtlich der Niederlage Karls II. in der Schlacht von Worcester (1651) und der Gründung des Commonwealth ist unklar, ob die entsprechende Verleihungsurkunde formell korrekt ausgefertigt wurde. Jedenfalls wurden diese Titel von Archibald Douglas zu Lebzeiten nicht verwendet. Nachdem Karls II. die Herrschaft 1660 zurückerlangt hatte, verlieh er dem damals achtjährigen Archibald Douglas am 2. Oktober 1661 die Titel Earl of Forfar und Lord Wandell and Hartside. 1670 nahm Archibald Douglas erstmals den mit den Titeln verbundenen Sitz im schottischen Parlament ein.
Er heiratete am 19. August 1679 in der Kapelle der Lincoln’s Inn in London Robina Lockhart (1662–1741), Tochter von Sir William Lockhart, 11. Laird of the Lee. Seine Frau war eine Hofdame von Königin Maria II. Aus der Ehe hinterließ er einen Sohn, Archibald Douglas, 2. Earl of Forfar (1692–1715).
Von 1689 bis zu seinem Tod war er Privy Counsellor von König Wilhelm III. und Königin Anne. Von 1689 bis 1690 war er Commissioner of the Privy Seal und von 1704 bis 1705 war er Commissioner for the Treasury.
Im Jahr 1700 verlegte er die Familienresidenz von Bothwell Castle in sein neues Herrenhaus, Bothwell House, das den Spitznamen „New Bothwell Castle“ erhielt.
Er stimmte 1707 für den Act of Union, nachdem er angeblich 100 £ als Zahlung von den Engländern erhalten hatte.
Er starb am 11. November 1712 und wurde in der Bothwell Church bestattet.